# Bernardo José Nolker
Dom Bernardo José Nolker C.Ss.R. (Baltimore, 25 de setembro de 1912 – 18 de janeiro de 2000) foi um bispo católico brasileiro, primeiro bispo da Diocese de Paranaguá, Paraná.

## Biografia
Foi ordenado sacerdote no dia 18 de junho de 1939, em Esopus, Nova Iorque. Recebeu a ordenação episcopal no dia 25 de abril de 1963, em Baltimore, das mãos de Dom Lawrence Shehan, Dom Manuel da Silveira d'Elboux e Dom Edward John Harper, CSSR.

## Atividades durante o episcopado
Bispo Diocesano de Paranaguá (1963-1989).
Renunciou ao munus episcopal no dia 15 de março de 1989.